# Chrysosplenium americanum
Chrysosplenium americanum är en stenbräckeväxtart som beskrevs av Ludwig David von Schweinitz och William Jackson Hooker. Chrysosplenium americanum ingår i släktet gullpudror, och familjen stenbräckeväxter. Inga underarter finns listade i Catalogue of Life.

## Bildgalleri

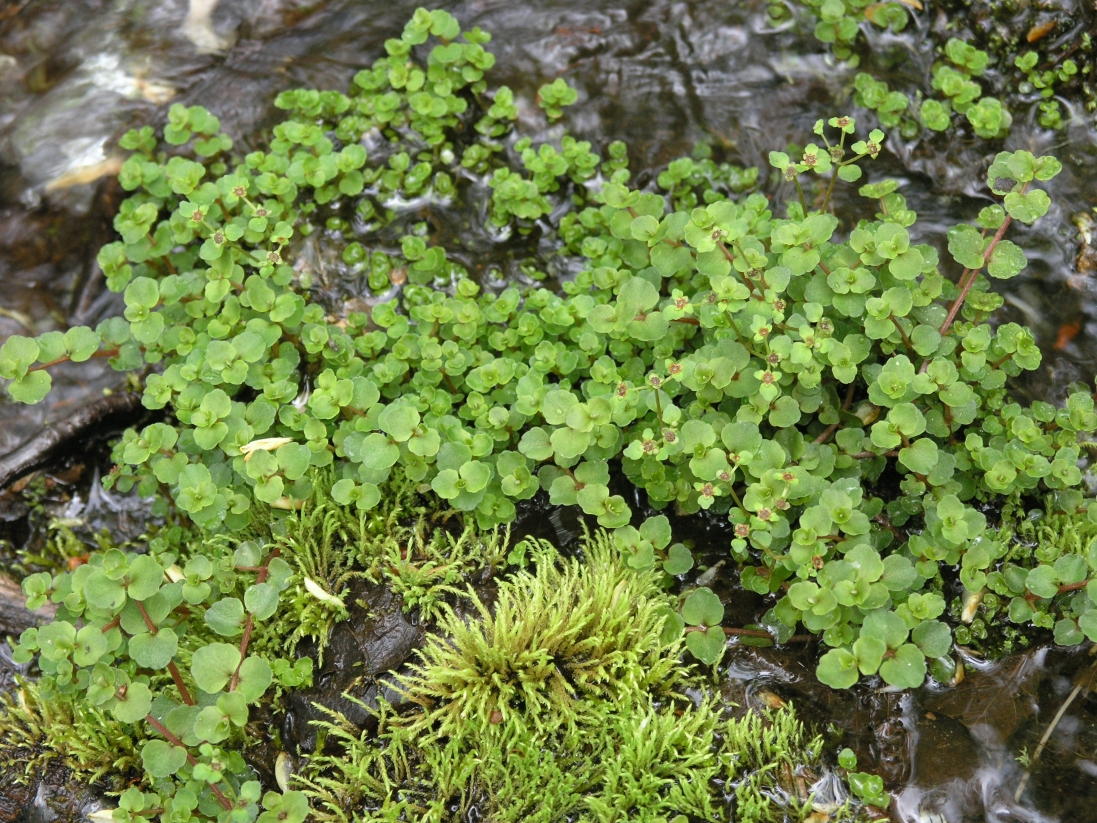